# Невероятная история Острова роз
Невероятная история острова Роз (итал. L’incredibile storia dell’Isola delle Rose) — вышедшая в 2020 году итальянская комедийная драма, срежиссированная Сиднеем Сибилиа.
Фильм основан на реальной истории инженера Джорджо Розы и республики острова Роз. Картина была выпущена на Netflix 9 декабря 2020 года.

## Сюжет
Джорджо Роза обращается в Совет Европы с петицией о защите и признании его острова, который, как позже выясняется, был построен им и его другом Маурицио Орландини. Фильм возвращает нас на год назад, чтобы показать, как после сдачи государственного экзамена по инженерии он встретился со своей бывшей девушкой Габриэллой в Болонье. Когда он везет их домой, их останавливает полиция, потому что у его самодельной машины нет номерных знаков. Они также обнаруживают, что она никогда не была зарегистрирована. Его сажают в тюрьму на ночь и за него вносит залог его отец. У Габриэллы берут отпечатки пальцев, но не предъявляют обвинения.
Три месяца спустя он работает инженером у мотогонщика Бруно Спаджари и видит рекламный щит с изображением нефтяной платформы. Вдохновившись, он убеждает Маурицио, уставшего от работы в компании своего отца, помочь ему построить остров за пределами территориальных вод и, тем самым, вне юрисдикции Италии. С помощью денег, которые Маурицио украл у отца, и инновационных инженерных решений, что резко снижают стоимость материалов, они успешно строят собственный остров с запасом пресной воды. Брошенный сварщик со своей лодкой просит приюта во время шторма и становится первым жителем острова.
На остров приезжает клубный промоутер Вольфганг Руди Нойманн. Он — апатрид немецкого происхождения и PR-менеджер одного из пляжных клубов Римини. Он начинает рекламировать остров как туристическое направление, и все больше людей начинают посещать его из-за свободы, которую он представляет собой от устоявшихся государств. Франка, 19-летняя беременная девушка, предлагает стать барменшей в единственном на острове баре площадью 400 квадратных метров. Габриэлла, когда приехала на остров, дабы сообщить Джорджо о своем предстоящем замужестве, утверждает, что это не государство, а обычная дискотека. Джорджо утверждает, что на острове, который теперь называется остров Роз, есть свой язык, валюта, почтовая система и другие удобства, включая процесс получения гражданства. Габриэлла же указывает на то, что официального признания у государства нет.
Пишется письмо в штаб-квартиру ООН в Нью-Йорке, которая связывается с итальянским правительством. На Джорджо, как на президента острова, правительство оказывает давление, чтобы он отказался от управления своим государством. Он сопротивляется этому. В отместку итальянские власти увольняют его отца с работы. Другим жителям острова также предлагают уехать. Они соглашаются. Габриэлла советует Джорджо обратиться за помощью в Совет Европы, что принял его дело для дальнейшего расследования. Итальянское правительство угрожает уничтожить остров. Когда Джорджо отказывается отступить, другие жители возвращаются и вместе с ним встают на острове против итальянского флота. Их задерживают, а остров взрывают. Фильм заканчивается тем, что Габриэлла и Джорджо снова вместе. Остров Роз, несмотря на свою короткую жизнь, стал знаковым событием, поскольку был единственным государством, подвергшимся прямому нападению со стороны Итальянской республики. Чтобы предотвратить подобные инциденты в будущем, ООН расширила территорию международных вод с 6 до 12 морских миль.

## Актёрский состав
- Элио Джермано — Джорджо Роза
- Матильда Де Анджелис — Габриэлла
- Леонардо Лиди — Маурицио Орландини
- Фабрицио Бентивольво — Франко Рестиво
- Лука Дзингаретти — Джованни Леоне
- Франсуа Клюзе — Жан Баптист Тома
- Том Влашиха — Вольфганг Руди Нойманн
- Альберто Асторри — Петро Бернардини
- Виолетта Дзирони — Франка
- Андреа Пеннакки — Улизз Роза
- Фабрицио Ронджоне — господин Карлоцци
- Теко Челио — привратник
- Джулио Фарнезе — Кардинал Эмануэль Нунцианте
- Федерико Пачифичи — Адмирал
- Асканио Бальбо — Карло
- Риккардо Марци — Джачинто Пиацца
- Марко Панкраци — Бруно Спаджари
- Лука Делла Бианка — Франческо Коссига
- Марко Синчини — Джулио Андреотти

## Читать также
- Республика острова Роз